# United Congregational Church of Southern Africa
Die United Congregational Church of Southern Africa, abgekürzt UCCSA (portugiesisch Igreja Congregacional Unida do Africa do Sul, deutsch Vereinigte Kongregationalistische Kirche im südlichen Afrika), ist eine evangelisch-reformierte Kirche der Kongregationalisten im südlichen Afrika. Sie ist mit Kirchengemeinden und jeweils einer Synode in den Staaten Botswana, Mosambik, Namibia, Simbabwe und Südafrika verbreitet. Zu ihren zentralen Aussagen gehört das Bekenntnis für Gerechtigkeit und Ubuntu. Das administrative Zentrum befindet sich in Brixton, einem Stadtteil von Johannesburg.

## Kirchenleitung
Die oberste Ebene der administrativen Kirchenhierarchie bilden die Funktionen:
- President of the Church
- President-Elect (Nachfolger des amtierenden Präsidenten)
- General Secretary
- Treasurer.[1]

## Geschichte
Die UCCSA entstand am 3. Oktober 1967 in Durban aus dem Zusammenschluss von drei Gemeinschaften der Kongregationalisten:
- London Missionary Society in Southern Africa (Beginn 1799),
- Bantu Congregational Church of the American Board (gegründet 1835),
- Congregational Union of South Africa (gegründet 1859 als Evangelical Voluntary Union[2], daraus 1877 entstanden[3]).[4]

Die Idee eines Zusammenschlusses von Kongregationalistenkirchen in Südafrika wurde seit 1951 in einem gemeinsamen Gremium beraten. Es setzte sich aus Vertretern der United Church of the American Board (AMB), der Congregational Union of South Africa (CUSA), der London Missionary Society (LMS) und der Paris Evangelical Missionary Society (PEMS) zusammen.

## Gliederung
Nach eigenen Angaben vereinigt sie etwa 500.000 Christen in über 1000 lokalen Kirchgemeinden (Congregations). Es gibt fünf Synodalgebiete, die in Regionen untergliedert sind.
- UCCSA Botswana Synod

Regionen sind: Bojanala, Lesoso, Lephoi, Macha, Moeding und Kolobeng
Der Sitz der Synode befindet sich in Gaborone.
- UCCSA Mozambique Synod (Igreja Congregacional Unida do Africa do Sul)

Regionen sind: Inhambane und Maputo
Der Sitz der Synode befindet sich in Maputo. Es existieren Gemeindegruppen in den Provinzen Inhambane, Gaza und Maputo.
- UCCSA Namibia Synod

Regionen sind: North und South
Der Sitz der Synode befindet sich in Khomasdal, einem Stadtteil von Windhoek.
- UCCSA South Africa Synod

Regionen sind: Algoa, Central, Free State, Gordonia, Karoo, Kei, KwaZulu-Natal, North West, Outeniqua, Peninsula und Teemane
Der Sitz der Synode befindet sich in Roodepoort bei Johannesburg.
- UCCSA Zimbabwe Synod

Regionen sind: Bulawayo, Eastlea, Dombodema, Hope Fountain, Lupane, Makhaza, St Stephens, Tshimali und Zinyangeni
Der Sitz der Synode befindet sich in Bulawayo.

## Bildungseinrichtung
Von der UCCSA wird am zentralen Verwaltungsstandort in Brixton (Johannesburg) die UCCSA Leadership Academy betrieben. Deren Arbeit richtet sich auf die Ausprägung folgender Orientierungswerte aus: „Gerechtigkeitsbewußtsein, Missionsunterweisung, Stärkung von Individuen und Gemeinschaften, Geschlechtergleichheit, transformatives und lebenslanges Lernen sowie Bibellesungen in Hinblick auf Lebenseinstellungen und Lebenserfahrungen“.

## Ökumene
Die Kirche ist Mitglied des Ökumenischen Rates der Kirchen (ÖRK), der All Africa Conference of Churches (AACC), dem South African Council of Churches und der Weltgemeinschaft Reformierter Kirchen.

## Auszeichnungen
Seit 2007 vergibt die UCCSA zwei Auszeichnungen für besonderes Engagement:
- Congregational Justice & Peace Award

Mit dem Congregational Justice and Peace Award (deutsch etwa: „Kongregationaler Gerechtigkeits- und Friedenspreis“) werden ausgezeichnet: eine Gruppe oder Institutionen, die man von der UCCSA als Vertreter der Botschaft von Gerechtigkeit und Frieden in ihren Gemeinschaften ansieht.
- Community Empowerment Award

Der Community Empowerment Award (deutsch etwa: „Auszeichnung für Leistungen zur Stärkung der Gemeinschaft“) versucht Aktivitäten von Mitgliedern der UCCSA anzuerkennen und zu ehren, die zur Stärkung und Verbesserung der sozioökonomischen Bedingungen in ihrem sozialen Umfeld maßgeblich beigetragen haben.

## Personen mit Verbindung zur UCCSA
- Sikhalo Cele, simbabwischer Theologe und früherer Leiter des ökumenischen United Theological College (ehemals Epworth College[13]) in Harare[14][15]
- John Wesley de Gruchy (* 1939), em. Theologieprofessor an der Universität Kapstadt und ordinierter Pfarrer der UCCSA[16]
- Steve de Gruchy (1961–2010), Theologieprofessor, vormals an der Universität von KwaZulu-Natal und ordinierter Pfarrer der UCCSA[17]
- Obed Kealotswe, Theologe an der University of Botswana, Senior Lecturer für Theologie und religiöse Studien (African Independent Churches und New Religious Movements)[18]
- Mamphela Ramphele (* 1947), Ärztin und Anti-Apartheids-Aktivistin[19]